# Пик, Морис
Морис Пик (1866—1957) — французский энтомолог, который специализировался на жесткокрылых (колеоптеролог).

## Биография
Внёс вклад в «Catalogue raisonné des coléoptères de Saône-et-Loire» (Le Creusot, Martet, 1887) Мари-Луи Факонне и стал автором множества работ небольшого объёма, которые публиковал в «L'Échange», «Revue Linnéenne» и в которых описывал новые виды жуков. Его наиболее важной работой стал вклад в «Coleopterorum Catalogus» Зигмунда Шенклинга.
Коллекция Пика хранится в парижском Национальном музее естественной истории.
Он опубликовал 950 статей, описал 3174 видов жесткокрылых и назвал около 2200 разновидностей (подвидов и  прочих). Его краткие описания, лишенные иллюстраций, часто оспариваются.

## Награды
- Кавалер Ордена Почетного легиона (6 октября 1933 года)
- Офицер Ордена Почетного легиона (11 июля 1952 года)